# Li Mingcai
Li Mingcai, född 22 augusti 1971, är en friidrottare från Kina. Han deltog vid olympiska sommarspelen 1992 och olympiska sommarspelen 1996.